# Mélèce de Mopsueste
Mélèce de Mopsueste est un évêque anti-cyrillien au concile d'Éphèse (431), de la province de Cilicie seconde.
D'après la correspondance qu'il a laissée avec Alexandre de Hiérapolis et Théodoret de Cyr, il refusait toute réconciliation avec les partisans de Cyrille d'Alexandrie qui ne condamneraient pas ses anathèmes (présentés au concile contre le parti nestorien) et qui ne réintroduiraient pas le nom de Nestorius dans la commémoraison des vivants à la messe (les diptyques). Le patriarche Jean d'Antioche dut se résoudre à le déposer de son siège, et il fut exilé peu après à Mélitène, où il subit l'ire de l'évêque Acace.
Son itinéraire est comparable à celui de Maximien d'Anazarbe.

## Éditions de référence
- CPG  6455-6467